# Gilówka Górna
Gilówka Górna – wieś w Polsce położona w województwie mazowieckim, w powiecie sochaczewskim, w gminie Iłów.
Sołectwo Gilówka Dolna i Górna tworzą wsie Gilówka Dolna i Gilówka Górna.
W latach 1975–1998 miejscowość administracyjnie należała do województwa płockiego.